# Roger Kluge
Roger Kluge (nascido em 5 de fevereiro de 1986) é um ciclista alemão, profissional desde 2008. É atual membro da equipe suíça de categoria UCI Pro Continental, IAM Cycling.

## Carreira
Roger começou sua carreira na estrada em 2008 com a equipe alemã LKT Team-Brandenburg, estabelecendo-se especialmente como velocista. Nos Jogos Olímpicos de Pequim 2008, conquistou a medalha de prata na prova de corrida por pontos, atrás de Joan Llaneras (ESP). Em 2010, participou pela primeira vez no Tour de France com a equipe Milram, mas abandonou a competição na 9ª etapa. No mesmo ano, ele venceu o Neuseen Classics. Em 2011, juntou-se à equipe holandesa Skil-Shimano. No final de 2012, Roger se juntou à equipe alemã NetApp-Endura e competiu em 2013, em seguida, assinou com a equipe IAM Cycling para a temporada de 2014. Participou no Tour de France 2014, com seu companheiro de equipe, Mathias Frank, particularmente na 5ª etapa, que inclui áreas pavimentadas, que correspondem ao seu estilo de corredor.